# イスマエル・エル・マスウーディ
イスマエル・エル・マスウーディ（Ismael El Massoudi、1978年5月5日 - ）は、フランスのプロボクサー。モロッコ出身。元WBA世界ウェルター級暫定王者。

## 来歴
モロッコのボクシングの代表に選ばれた実績や数多くの世界大会への出場経験を持っていたが、2001年にフランスにわたり、フランスに国籍変更した。
2001年11月23日プロデビュー。3回TKO勝ち。
2006年2月24日、タリク・アムロウスが持つフランススーパーライト級王座に挑戦。10回判定勝ちで王座獲得に成功。その後、同王座を4度防衛。
同年7月21日、ドネツクに乗り込み、アンドリイ・クドヤブドセブ(ウクライナ)が持つIBFインターコンチネンタルスーパーライト級王座に挑戦。3-0の大差判定負け。王座獲得に失敗した。
2011年7月14日、マラケシュのジャマ・エル・フナ広場でWBA世界ウェルター級暫定王者ソレイマヌ・ムバイエと対戦し、12回2分19秒TKO勝ちを収め王座を獲得した。
2012年7月21日、アルゼンチンブエノスアイレス州ホセ・レオン・スアレスのソシエダ・アレマーナ・デ・ヒムナシア・デ・ビヤ・バエステルでディエゴ・ガブリエル・チャベスと対戦し、2回1分15秒KO負けを喫し初防衛に失敗、王座から陥落した。

## 獲得タイトル
- フランススーパーライト級王座
- フランスウェルター級王座
- ABUウェルター級王座
- WBA世界ウェルター級暫定王座(防衛0)